# Championnats de France de triathlon cross 2016
Navigation
Édition précédente Édition suivante
Cet article présente les résultats du championnats de France de triathlon cross 2016, qui a eu lieu à Saint-Launeuc dans le département des Côtes-d'Armor, dans la région Bretagne, au sein du domaine de l'Ar Duen le samedi 16 juillet 2016.

## Résultats
Les tableaux présentent le « Top 10 » du classement général. La course s'est déroulé sur une seule épreuve mixte.
| Place              | Triathlète          | Temps           |
| ------------------ | ------------------- | --------------- |
| Médaille d'or      | Brice Daubord       | 1 h 23 min 28 s |
| Médaille d'argent  | Pierre Alain Nicole | 1 h 34 min 23 s |
| Médaille de bronze | Théo Dupras         | 1 h 35 min 22 s |
| 4                  | Jean-Eudes Demaret  | 1 h 35 min 29 s |
| 5                  | Romaric Delpine     | 1 h 37 min 26 s |
| 6                  | Cyril Chambellan    | 1 h 37 min 42 s |
| 7                  | Charly Sybille      | 1 h 38 min 28 s |
| 8                  | Anthony Flinois     | 1 h 39 min 4 s  |
| 9                  | Frédéric Le Gall    | 1 h 39 min 24 s |
| 10                 | Arnaud Taurelle     | 1 h 39 min 28 s |

| Place              | Triathlète              | Temps           |
| ------------------ | ----------------------- | --------------- |
| Médaille d'or      | Morgane Riou            | 1 h 49 min 8 s  |
| Médaille d'argent  | Laurence Buffet Senelle | 1 h 54 min 23 s |
| Médaille de bronze | Julie Morline           | 1 h 54 min 41 s |
| 4                  | Céline Guerin           | 1 h 55 min 25 s |
| 5                  | Perinne Phillipe        | 1 h 57 min 0 s  |
| 6                  | Maureen Demaret         | 1 h 58 min 7 s  |
| 7                  | Gaëlle Le Roch          | 1 h 59 min 13 s |
| 8                  | Erna Fontein            | 2 h 0 min 0 s   |
| 9                  | Pauline Aigon           | 2 h 4 min 39 s  |
| 10                 | Charlotte Helleux       | 2 h 5 min 45 s  |